# Lederer Ignác
Lederer Ignác Lajos Pál ( Ignaz Ludwig Paul Freiherr von Lederer, Bécs, 1769. augusztus 25. – Bécs, 1849. szeptember 10.) báró, császári-királyi tábornagy (k.k. Feldmarschall), az 1848. március 15-ei forradalom idején a magyarországi császári-királyi főhadparancsnokság (k.k. Generalkommando in Ungarn) főhadparancsnoka.

## Pályafutása
Fiatalon belépett a császári hadseregbe és részt vett a Franciaország elleni háborúkban. Katonai képességeinek köszönhetően gyorsan haladt előre a ranglétrán, 1809-ben vezérőrnaggyá léptették elő, majd megkapta a Katonai Mária Terézia-rend lovagkeresztjét. 1830-ban lovassági tábornokká, 1848 elején tábornaggyá és a Budán székelő magyarországi főhadparancsnokká nevezték ki. Előzőleg is gyakran tartózkodott Magyarországon, ezért 1840-ben magyar honosságot is kapott.

Császári-királyi vezérőrnagy (k.k. Generalmajor) rangjelzése
Császári-királyi altábornagy (k.k. Feldmarschallleutnant) rangjelzése
Császári királyi gyalogsági tábornok (k.k. General der Infanterie), császári-királyi lovassági tábornok (k.k. General der Kavallerie) és táborszernagy (k.k. Feldzeugmeister) rangjelzése
Császári-királyi tábornagy (k.k. Feldmarschall) rangjelzése

1848. április 18-án a minisztertanács küldöttségének nem engedte meg a fegyvertár átvizsgálását, és megtagadta a nemzetőrség felfegyverzéséhez kért fegyverek kiadatását. A pesti egyetemi ifjúság ezért május 10-én a Szent György téren lévő várbeli lakása előtt – a korban szokásos tiltakozási formával – macskazenével tüntetett az eljárás ellen. Lederer előre értesült az ifjúság tervéről, ezért a szomszéd házak udvarán néhány osztály katonaságot rejtett el, akik a tüntetéskor rejtekhelyükről előretörve, megrohanták a tüntető fiatalokat és közülük sokat megsebesítve, átszorították Pestre. A következő nap vizsgálat indult ellene, ami elől titokban Bécsbe távozott. 
Jókai hüledezve látta, hogy egyszerre milyen nagy port vert fel. Kétségkívül gyenge politikus és felületes újságíró volt, de bizonyos tulajdonságai a publicisták fölé emelik. Jelszavakat tudott kidobni a közönség közé s egy sikerült jelszó többet segít mázsaszámra menő bölcs érveknél. Egy ötlet, egy bonmot megöli a legfönségesebb beszédet és megállítja a legdühösebb rohanó tömeget. Láttuk e fiatalembert a Lederer-féle macskazenénél, mikor azt mondja a Lederer vesztét kívánó népnek: »A hazáért könnyű meghalni, de nehéz ölni«. Láttuk a Landerer-nyomda előtt, mikor szakadó esőben letéteti a tömeggel az esernyőket. Az ilyen embernek az elmeszikrái veszedelmesek, ha rosszra használja. Azért hát vigyázni kell, hogy olajat csöppent-e a tűzre, vagy oltó vizet.
Lederert Bécsben tábornaggyá nevezték ki, majd július 1-jén nyugdíjazták.